# Il diavolo e la città bianca
Il diavolo e la città bianca (o La città bianca e il diavolo) è un saggio storico con elementi romanzati del 2003 scritto da Erik Larson. Ambientato a Chicago durante la Fiera Colombiana del 1893, il libro intreccia le storie di Daniel Burnham, l'architetto responsabile della Fiera, e di Henry Howard Holmes, ampiamente considerato il primo serial killer d'America.

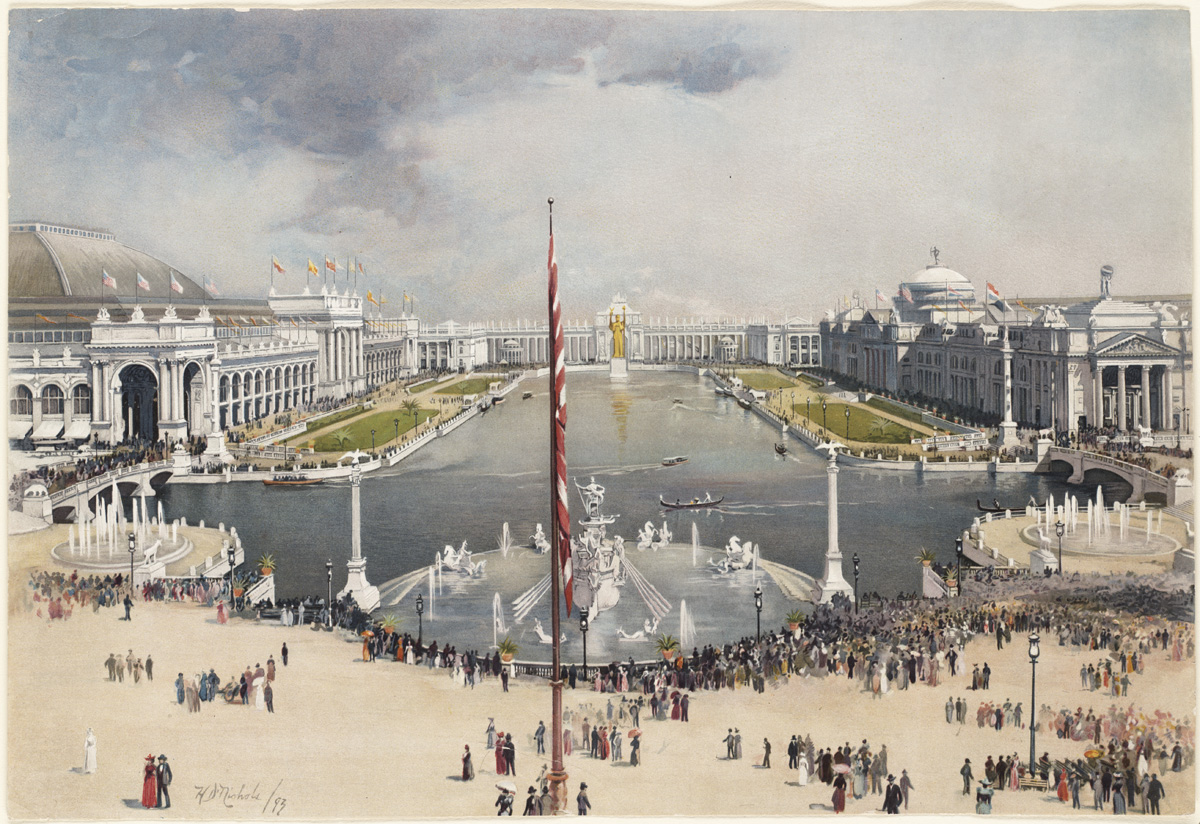
Fiera Colombiana di Chicago, 1893

## Trama
La narrazione è strutturata in quattro parti: le prime tre sono ambientate a Chicago tra il 1890 e il 1893, mentre la quarta parte si sposta a Filadelfia, intorno al 1895. Il libro intreccia due storie vere e contrastanti: quella di Daniel Burnham, l'architetto visionario che guidò la realizzazione della Fiera Colombiana, e quella di Henry Howard Holmes, un serial killer astuto e manipolatore che costruì un elaborato edificio soprannominato "il Castello", dove attirava e uccideva le sue vittime.
Durante la realizzazione della Fiera Colombiana di Chicago, Daniel Burnham dovette superare ostacoli considerevoli, tra cui un incendio devastante, le complesse sfide ingegneristiche per garantire la sicurezza degli edifici, e la continua carenza di fondi. Parallelamente, Henry Howard Holmes perpetrava una serie di omicidi efferati. Il suo "Castello", un labirinto di stanze segrete e camere di tortura, era anche dotato di un forno crematorio per eliminare i corpi delle vittime (prevalentemente donne).

## Accoglienza
Secondo la rivista BookMarks, Il diavolo e la città bianca ha ricevuto dal pubblico recensioni per lo più positive. Tuttavia, la rivista stessa ha assegnato al libro un punteggio di 2,5 su 5 nel numero di maggio/giugno 2003, basandosi sulla media delle recensioni esaminate. Questo indica che, pur avendo ricevuto diversi giudizi positivi ed entusiastici, il libro ha anche suscitato alcune reazioni critiche.
Janet Maslin, critica del New York Times, ha espresso un giudizio positivo sul libro, descrivendolo come un'opera vivida e vivace. In particolare, ha sottolineato come l'approfondita ricerca di Erik Larson sui numerosi eventi che hanno caratterizzato la Fiera Colombiana del 1893 prenda forma grazie alla sua abilità narrativa e alle sue inclinazioni drammatiche.
Malcolm Jones, in una recensione per Newsweek, ha evidenziato come Erik Larson, nelle note finali del libro, ammetta che i capitoli dedicati agli omicidi di Henry Howard Holmes siano in realtà congetture basate su scarse evidenze fattuali. Tuttavia, Jones ha anche riconosciuto che la narrazione della Fiera Colombiana è così avvincente da rendere questo "grave passo falso" non sufficiente a compromettere il valore complessivo dell'opera.

## Adattamenti
Nel 2007, il National Geographic ha trasmesso Madness in the White City, un documentario televisivo ispirato al libro di Erik Larson.
Il libro è stato anche la fonte di ispirazione principale di un balletto: Ann Reinking, in collaborazione con il compositore Bruce Wolosoff e Melissa Thodos della Thodos Dance Chicago, ha infatti creato il balletto intitolato The Devil in the White City. La critica ha accolto con entusiasmo questa interpretazione, tanto che il Chicago Sun-Times lo ha nominato "Miglior ballo del 2011".
Leonardo DiCaprio ha acquisito i diritti cinematografici de Il diavolo e la città bianca nel 2010. L'adattamento cinematografico avrebbe visto Martin Scorsese alla regia, una sceneggiatura di Billy Ray e la produzione congiunta di Paramount Pictures, Double Feature Films e Appian Way Productions, la casa di produzione di DiCaprio. Tuttavia, il progetto ha incontrato numerosi ostacoli.
Nel 2019, Hulu ha avviato lo sviluppo di una serie televisiva basata sul libro di Erik Larson, con Leonardo DiCaprio e Martin Scorsese a bordo come produttori esecutivi. Nel gennaio 2022 Keanu Reeves entra a far parte del progetto nel ruolo principale, e Todd Field è stato ingaggiato per dirigere i primi due episodi. La produzione e le riprese, inizialmente previste per marzo 2023, sono state cancellate nell'ottobre 2022, dopo l'abbandono di Keanu Reeves e Todd Field. Nel marzo 2023, è stato annunciato che anche Hulu ha deciso di non procedere con la serie.
Nel marzo 2025, 20th Century Studios ha ripreso in mano l'adattamento, con Scorsese e DiCaprio ancora in trattative per dirigere e interpretare il film, rispettivamente.

## Riconoscimenti
- New York Times - Best Seller (2003)
- International Horror Guild Award (2003)
- San Francisco Chronicle - Best Book of the Year (2003)
- Washington State Book Award (2004)
- Pacific Northwest Booksellers Association Award (2004)
- Edgar Award (2004)
- Book Sense - Book of the Year Honor Book (2004)
- ALA Oustanding Books for the College Bound (2009)